# 가드너 윌리엄스
가드너 보이드 윌리엄스(영어: Gardner Boyd Williams, 1877년 8월 16일 ~ 1933년 12월 14일)는 미국의 자유형 수영 선수이다. 그는 아테네에서 열린 1896년 하계 올림픽에 참가했다.
윌리엄스는 100m 자유형에 참가했다. 그의 시간과 순위는 알 수 없으며 2위안에 들지 못했다는 것만 알 수 있다. 그는 1200m 자유형에도 참가했으며 이 종목에서는 3위이내에 들지 못했다.
그에게는 그의 돈을 여행하고 운동하는데에 썼으며 물 속에 뛰어들자마자 바로 물 밖으로 나와서 "아 추워 죽겠네."(I'm freezing.)라는 말을 했다는 소문도 있었다.
그는 매사추세츠에서 태어났다.